# Grammy Award for Best Zydeco or Cajun Music Album
Der Grammy Award for Best Zydeco or Cajun Music Album, auf Deutsch „Grammy-Auszeichnung für das beste Zydeco- oder Cajun-Musikalbum“, ist ein Musikpreis, der von 2008 bis 2011 von der amerikanischen Recording Academy im Bereich Zydeco- und Cajun-Musik verliehen wurde.

## Geschichte und Hintergrund
Die seit 1959 verliehenen Grammy Awards werden jährlich in zahlreichen Kategorien von der Recording Academy in den Vereinigten Staaten vergeben, um künstlerische Leistung, technische Kompetenz und hervorragende Gesamtleistung ohne Rücksicht auf die Album-Verkäufe oder Chart-Position zu würdigen.
Eine dieser Kategorien war der Grammy Award for Best Zydeco or Cajun Music Album. Der Preis wurde von 2008 bis 2011 vergeben. Zu den Preisträgern gehörten in chronologischer Reihenfolge Terrance Simien and the Zydeco Experience, BeauSoleil mit Michael Doucet, Buckwheat Zydeco und Chubby Carrier and the Bayou Swamp Band. Kein Künstler erhielt die Auszeichnung mehr als einmal. Neben den darstellenden Künstlern wurden auch die Toningenieure und / oder Produzenten ausgezeichnet. Die Band Pine Leaf Boys hält mit vier Nominierungen den Rekord für die meisten Nominierungen, hat aber keine Auszeichnung erhalten. Doucet und Cedric Watson erhielten jeweils drei Nominierungen. 2009 war das einzige Jahr, in dem ein Musiker mehr als eine Nominierung erhielt sowie das einzige Mal, dass zwei Künstler für Werke auf demselben Album nominiert wurden – Doucet wurde als Mitglied von BeauSoleil für Live at the 2008 New Orleans Jazz & Heritage Festival nominiert sowie für sein Soloalbum From Now On und Steve Riley and the Mamou Playboys wurden ebenfalls für ihren Beitrag zum Kompilations-Album des New Orleans Jazz & Heritage Festival nominiert. Viele nominierte Künstler kamen aus Louisiana, insbesondere aus Lafayette.
Laut Cody Daigle von The Daily Advertiser haben sich Befürworter fast sieben Jahre lang dafür eingesetzt, eine Grammy-Kategorie speziell für Zydeco- und Cajun-Musik zu schaffen. Die Bemühungen wurden von Musiker Terrance Simien zusammen mit seiner Frau und Managerin Cynthia geleitet. Mitch Landrieu, der damalige Vizegouverneur von Louisiana, unterstützte die Bemühungen ebenfalls. Cynthia, eine Treuhänderin der Recording Academy in Memphis, gab an, dass Hunderte von Dollar und Stunden in die Lobbyarbeit investiert wurden, die sie als „harten Kampf“ bezeichnete. Bevor es die Kategorie Grammy Award for Best Zydeco or Cajun Music Album gab, wurden Werke des Genres in den Kategorien Grammy Award for Best Contemporary Folk Album oder Grammy Award for Best Traditional Folk Album berücksichtigt.
Im Jahr 2011 wurde die Kategorie Grammy Award for Best Zydeco or Cajun Music Album zusammen mit dreißig anderen Kategorien aufgrund einer umfassenden Überarbeitung der Grammy-Kategorien durch die Recording Academy gestrichen. Vier weitere Kategorien im Bereich der American Roots Music wurden nicht weitergeführt (Grammy Award for Best Contemporary Folk Album, Grammy Award for Best Hawaiian Music Album, Grammy Award for Best Native American Music Album und Grammy Award for Best Traditional Folk Album). Zydeco- und Cajun-Musikwerke werden seit den Grammy Awards 2012 in der Kategorie Grammy Award for Best Regional Roots Music Album berücksichtigt.

## Gewinner und Nominierte
| Jahr | Gewinner                                  | Nationalität       | Album                                                 | Nominierte | Bild des/der Gewinner(s)                                                            |
| ---- | ----------------------------------------- | ------------------ | ----------------------------------------------------- | --- | ----------------------------------------------------------------------------------- |
| 2008 | Terrance Simien and the Zydeco Experience | Vereinigte Staaten | Live! Worldwide                                       | - Geno Delafose & French Rockin’ Boogie – Le Cowboy Creole - Lisa Haley – King Cake - The Lost Bayou Ramblers – Live: Á La Blue Moon - Pine Leaf Boys – Blues de Musicien - Racines – Racines - Roddie Romero and the Hub City All-Stars – The La Louisianne Sessions | A man with a goatee and a T-shirt; he is smiling and his hand on a microphone stand |
| 2009 | BeauSoleil avec Michael Doucet            | Vereinigte Staaten | Live at the 2008 New Orleans Jazz & Heritage Festival | - Michael Doucet – From Now On - Pine Leaf Boys – Homage Au Passé - Steve Riley and the Mamou Playboys – Live at the 2008 New Orleans Jazz & Heritage Festival - Cedric Watson – Cedric Watson                                                                        | A man wearing a red printed shirt, playing the fiddle                               |
| 2010 | Buckwheat Zydeco                          | Vereinigte Staaten | Lay Your Burden Down                                  | - BeauSoleil avec Michael Doucet – Alligator Purse - The Magnolia Sisters – Stripped Down - Pine Leaf Boys – Live at 2009 New Orleans Jazz & Heritage Festival - Cedric Watson et Bijou Créole – L’Ésprit Créole                                                      |                                                                                     |
| 2011 | Chubby Carrier and the Bayou Swamp Band   |                    | Zydeco Junkie                                         | - Feufollet – En Couleurs - D. L. Menard – Happy Go Lucky - Pine Leaf Boys – Back Home - Cedric Watson et Bijou Créole – Creole Moon: Live at the Blue Moon Saloon |                                                                                     |